# Bur Datu Sangir
Bur Datu Sangir är ett berg i Indonesien.   Det ligger i provinsen Aceh, i den västra delen av landet, 1 500 km nordväst om huvudstaden Jakarta. Toppen på Bur Datu Sangir är 1 160 meter över havet.
Terrängen runt Bur Datu Sangir är huvudsakligen lite bergig.  Trakten runt Bur Datu Sangir är nära nog obefolkad, med mindre än två invånare per kvadratkilometer. I omgivningarna runt Bur Datu Sangir växer i huvudsak städsegrön lövskog.